# Roger de Villiers
Pour les articles homonymes, voir Villiers.
Roger de Villiers, né le 18 juin 1887 à Châtillon-sur-Seine, mort le 19 juin 1958, est un sculpteur français, particulièrement d'art sacré chrétien.

## Biographie

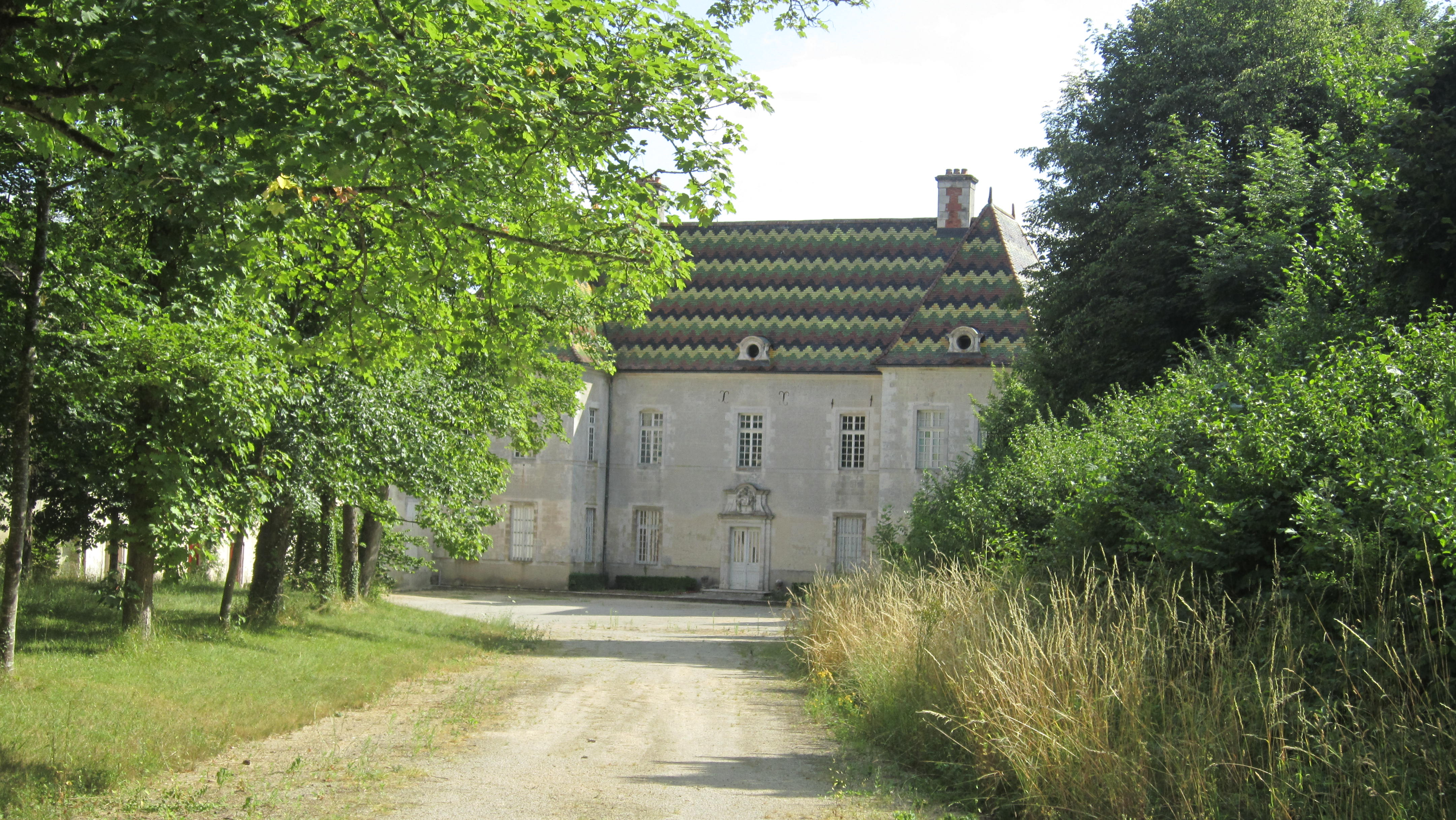
Sa demeure à Villiers-le-Duc dont il est maire.

Roger Morel de Villiers, usuellement appelé Roger de Villiers, naît en juin 1887 dans l'hôtel de Clermont-Tonnerre à Châtillon-sur-Seine. Issu de la famille des Morel anoblis par charges en 1755 et seigneurs de Villiers-le-Duc et de Vanvey en Bourgogne, Roger est le fils de Charles Octave Morel de Villiers, propriétaire, et de Marie Culmet,. Les parents de Roger de Villiers étaient connus dans le Châtillonnais pour leur engagement en faveur des pauvres, notamment dans l'organisation de « La Goutte de lait » qui visait à réduire la mortalité enfantine. Son père, officier catholique, démissionna en 1905 à l'époque de la Loi de séparation des Églises et de l'État. Ancien capitaine, il se remit aux études et obtint un doctorat de médecine. Il œuvra en soignant gratuitement les pauvres.

### Les débuts
Roger de Villiers est l'élève des sculpteurs Michel-Louis Victor Mercier et Victor Peter (1840-1918). Il commence à exposer ses sculptures à Paris à 23 ans en 1910, au Salon des artistes français.
Il participe à la Première Guerre mondiale d'abord comme simple soldat puis caporal au 227e régiment d'infanterie, combat près de Verdun et est blessé. Il est ensuite à l'armée d'Orient. Il se fait remarquer et termine la guerre comme officier. Il reste ensuite capitaine de réserve. Il reçoit la Croix de Guerre et la Légion d'honneur,.

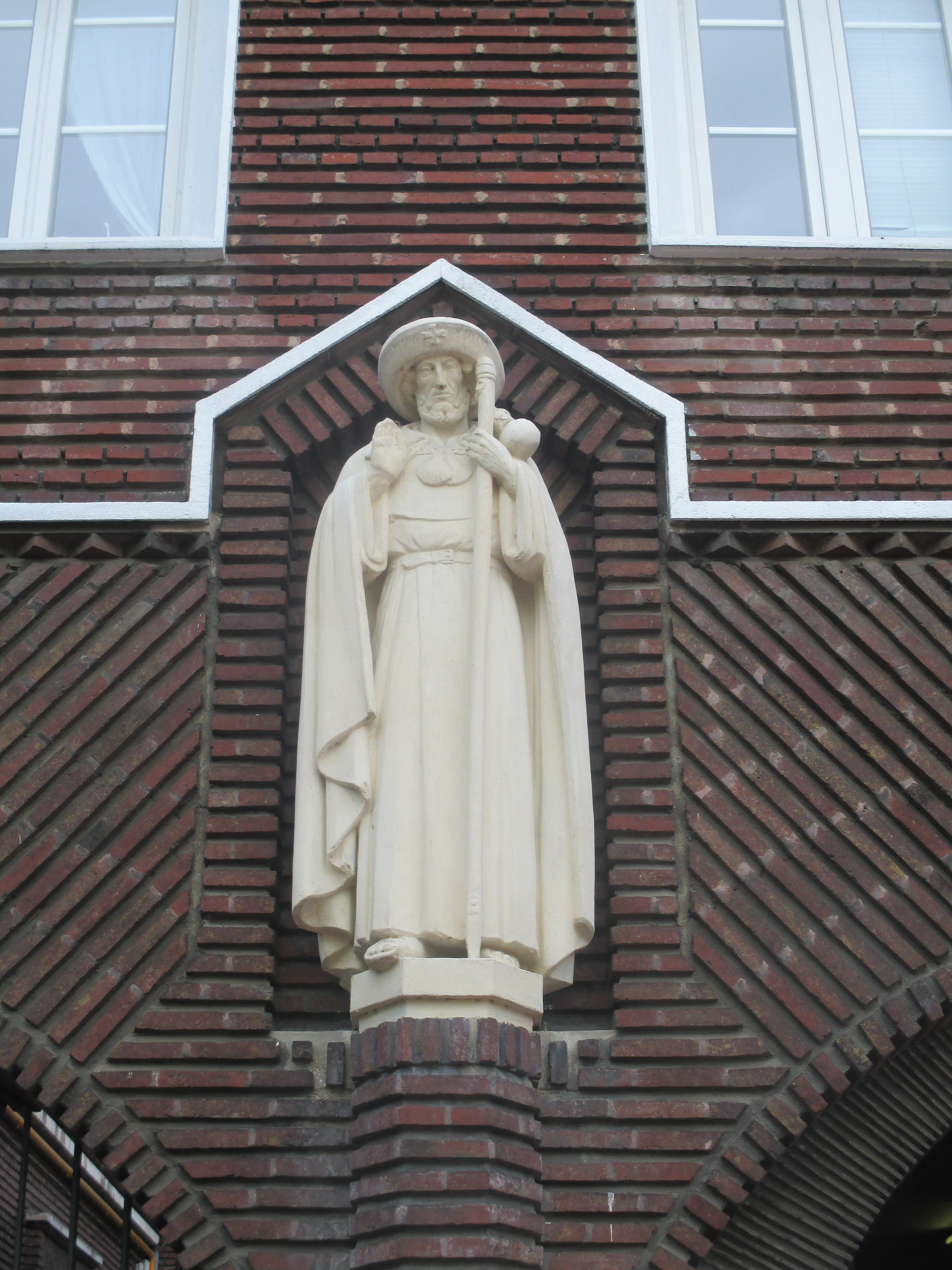
Statue de saint Jacques, Saint-Jacques de Neuilly.

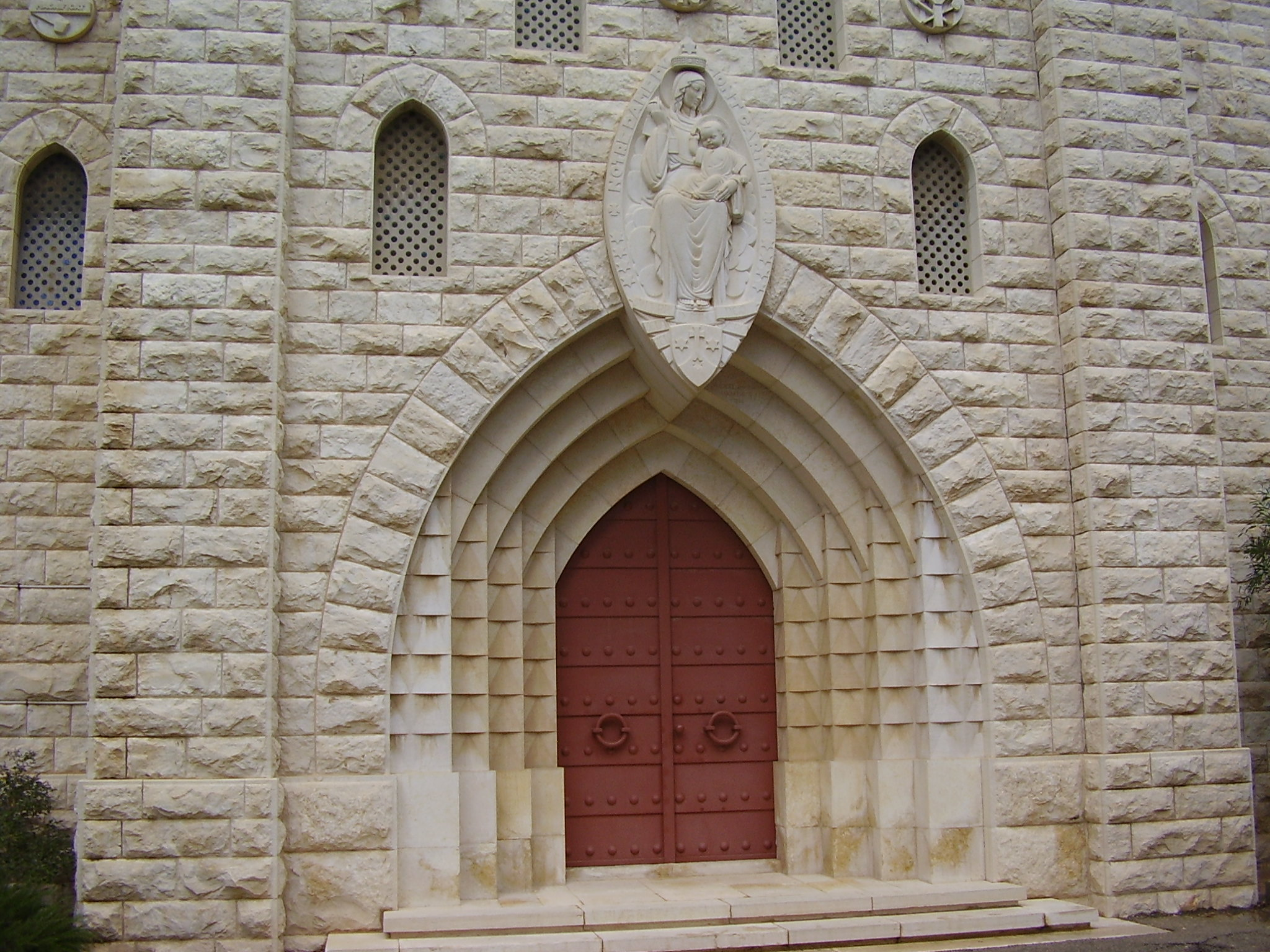
Vierge à l'Enfant à l'entrée de Notre-Dame du Mont-Carmel à Haïfa.

Après la guerre, il reçoit au Salon des artistes français en 1920 une médaille de bronze, en 1922 une médaille d'argent, en 1927 une médaille d'or. Il est ensuite hors-concours, membre du jury.
Il est par ailleurs longtemps maire de Villiers-le-Duc.
En 1925, il aide Maxime Real del Sarte, partiellement amputé, à réaliser pour la ville de Rouen le Monument de la Victoire, ainsi qu'une statue de Jeanne d'Arc intitulée Jeanne au bûcher. Il participe aussi aux monuments aux morts de Mende, de La Grand-Combe, de Dijon.

### Statuaire religieuse, art sacré
Roger de Villiers se consacre ensuite essentiellement à la statuaire religieuse. Il est jugé être plutôt un « modeleur » qu'un « tailleur » de matériau. Ses œuvres présentent un « juste milieu » dans l'originalité, sont facilement acceptées et deviennent populaires.
Il est un des premiers artistes à participer aux Ateliers d'art sacré à leur création en 1919. Il prend ensuite la direction de la partie « sculpture » de ces Ateliers,.
Il sculpte sainte Jeanne d'Arc pour la façade de l'église Saint Joan of Arc de Farnham (Surrey), sainte Thérèse de Lisieux pour l'église Sainte-Cécile de Graville. Il est l'auteur en 1931 de « Notre-Dame des missions », grande Vierge à l'Enfant pour la chapelle du pavillon des missions catholiques à l'exposition coloniale ; cette chapelle est ensuite déplacée et reconstruite en béton, c'est l'actuelle église Notre-Dame-des-Missions d'Épinay-sur-Seine,.
Villiers réalise diverses statues pour d'autres églises : Saint-Dominique à Paris en 1926, Saint-Nicolas de Coullemelle, Saint-Just et Saint-Pasteur de Loudenvielle, Saint-Hippolyte de Crosmières, et le chemin de croix de Sainte-Marie-Madeleine de Cizancourt. Pour l'église du Sacré-Cœur de Dijon, il sculpte vers 1932 les tympans extérieurs, dont un avec les principaux saints de Bourgogne. Il est encore l'auteur de la statue de « Notre-Dame-des Ailes » dans l'église de Diors dans l'Indre (bénie le 24 mars 1935).
Au salon de 1933 à Paris, il expose un « très beau » Père de Foucauld. L'année suivante, il présente une sainte Geneviève à l'exposition internationale de sculpture de Rome.

### Statue monumentale de Notre-Dame de France

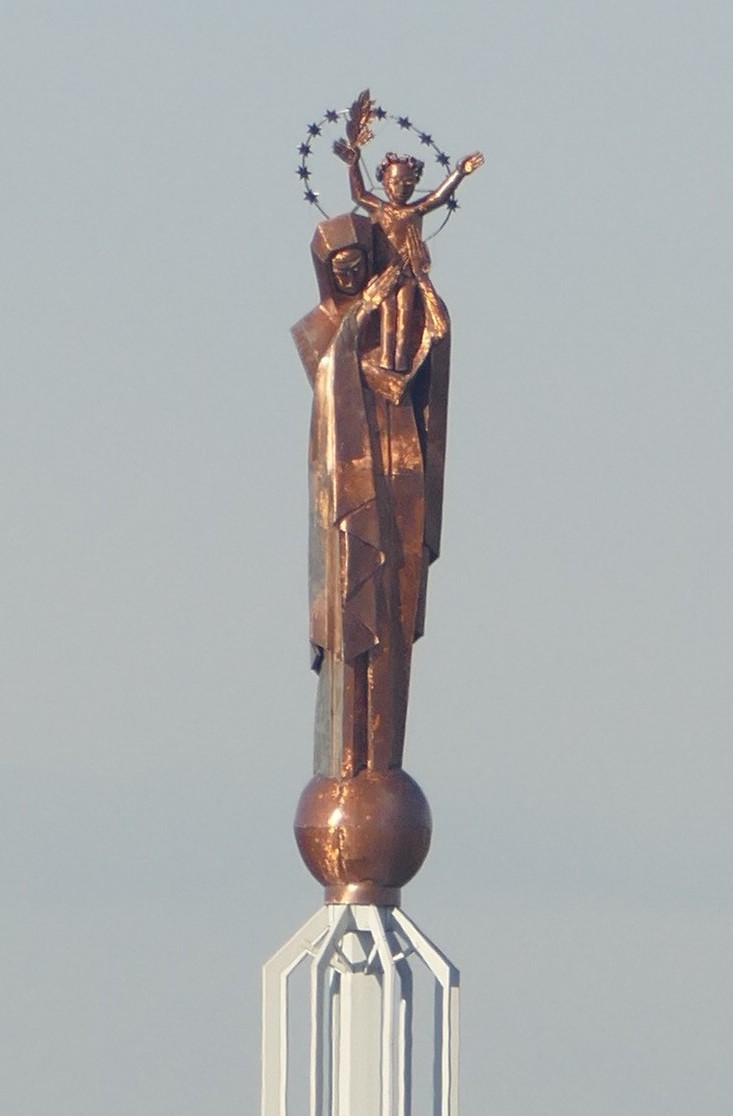
Statue monumentale de Notre-Dame de France.

Une des œuvres majeures de Roger de Villiers est la grande statue de la Sainte Vierge qu'il sculpte pour le pavillon du Vatican à l'Exposition de 1937. La statue fait 7,20 mètres de haut et culmine en haut du pavillon pontifical. Elle est appelée « Notre-Dame de France » et surnommée la « Vierge du campanile ». Œuvre de Roger de Villiers, elle est réalisée par le ferronnier d'art Raymond Subes,. Villiers obtient le « Grand Prix » à cette exposition.
En 1938, le cardinal Verdier souhaite que cette statue soit élevée sur une des collines environnant Paris. Le projet est ajourné à cause de la Seconde Guerre mondiale ; jusqu'en 1982, la statue surplombe le clocher de l'église Saint-Honoré d'Amiens. Cette statue est réinstallée sous son vocable originel de « Notre-Dame de France » à Baillet-en-France en 1988, au cours d'une cérémonie présidée par le cardinal Lustiger, en présence du nonce apostolique, de sept évêques et de 50 000 pèlerins,.

### Autres réalisations
Villiers sculpte aussi quelques œuvres profanes comme Les eaux thermales pour le pavillon du thermalisme à la même Exposition de 1937.
Il réalise une grande partie de la statuaire de l'église Saint-Nicaise à Reims, avec le groupe sculpté Adoration de l'Enfant Jésus, la statue de saint Nicaise et celle de sainte Jeanne d'Arc. Il réalise également le Sacré-Cœur extérieur de l'église Notre-Dame-des-Otages à Paris en 1936, la statue de saint Jacques le Majeur en grandeur nature à côté de l'église Saint-Jacques de Neuilly-sur-Seine. En style gothique, il sculpte en haut-relief une Vierge à l'Enfant dans un médaillon avec mandorle, au-dessus du portail de Notre-Dame du Mont-Carmel, à Haïfa.

### Chemin de croix intérieur de l'Oratoire Saint-Joseph du Mont-Royal

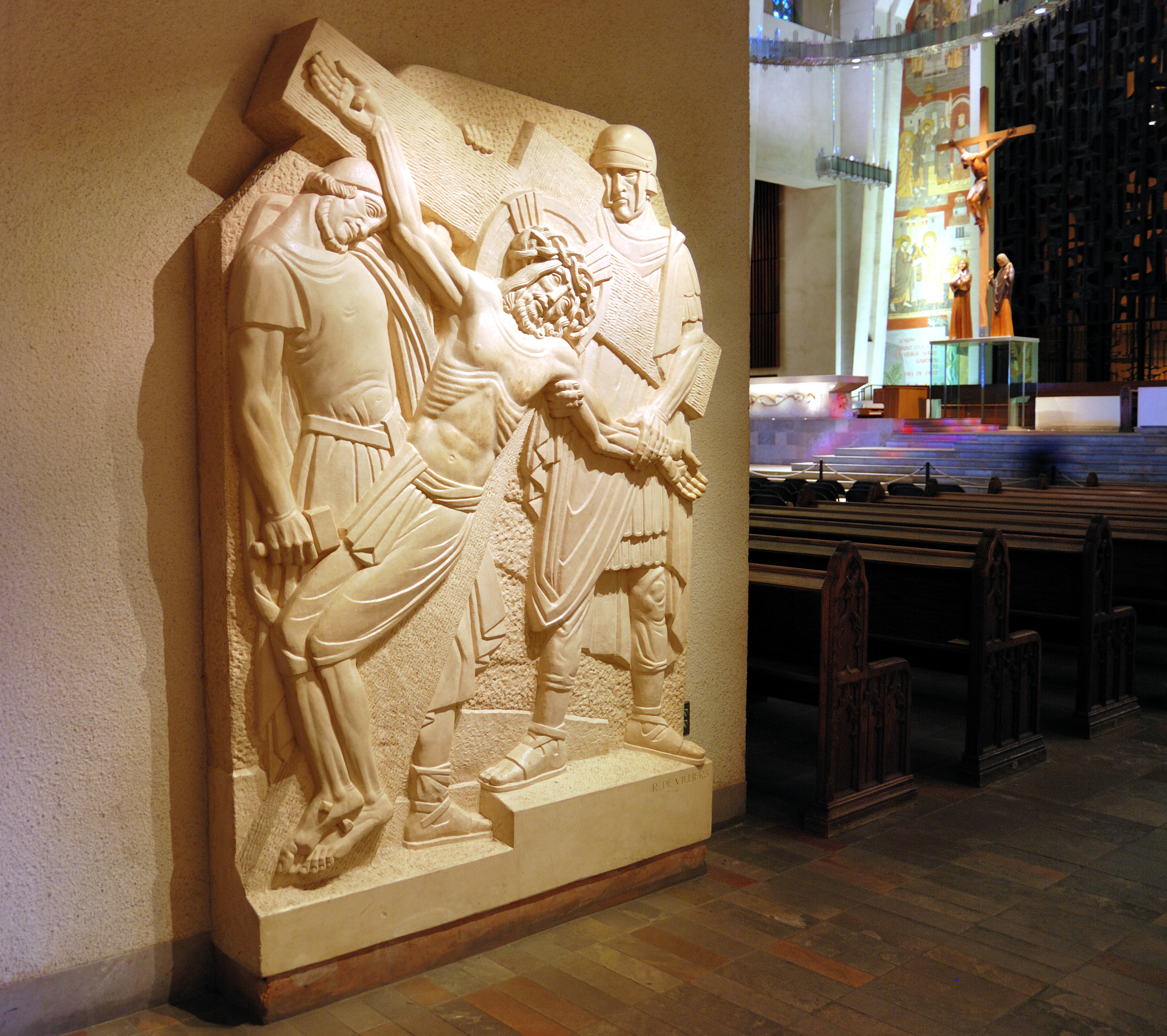
Nef de l'Oratoire Saint-Joseph avec une station du chemin de croix de Roger de Villiers.

À partir de 1955 jusqu'à sa mort, Roger de Villiers réalise un grand chemin de croix, grandeur nature, installé autour de la nef de la basilique de l'Oratoire Saint-Joseph du Mont-Royal. Enthousiaste, il écrit : « C'est le plus admirable programme qu'un sculpteur puisse souhaiter ». Quatre premières stations sont envoyées par bateau et installées en 1957. Il termine six autres stations en 1957 et 1958, et donne les consignes à son fils pour terminer son œuvre. Il meurt en juin 1958. Le chemin de croix complet est installé en 1960 ; il est jugé « superbe, de belle venue chrétienne, moderne sans exagération », et il « suscite beaucoup d'enthousiasme de la part des visiteurs et des pèlerins ».

## Distinctions et hommages
- Chevalier de la Légion d'honneur (27 décembre 1923[1])
- Croix de guerre 1914–1918
- Grand Prix de l'Exposition de 1937[3].
- Médailles de bronze (1920), d'argent (1922), d'or (1927) au Salon des artistes français, puis hors concours, membre du jury[3].
- Membre de l'Académie des sciences, arts et belles-lettres de Dijon, 1947[37].
- Une plaque commémorative est apposée en 2009 sur son ancienne demeure à Bourg-la-Reine[4].

## Sources bibliographiques
: document utilisé comme source pour la rédaction de cet article.
- « Villiers, Roger de », dans Bénézit, Dictionnaire des peintres, sculpteurs, dessinateurs et graveurs, t. 14, Paris, Gründ, 1999, p. 253 [extrait en ligne].
- « Le chemin de croix de Roger de Villiers », dans Denise Robillard, Les Merveilles de L'Oratoire : L'Oratoire Saint-Joseph du Mont-Royal, 1904-2004, Editions Fides, 2005, p. 357, 359, 366-370, 382, 394, 455, 467.
- « Roger de Villiers et l'art sacré », dans Bourg-la-Reine magazine, juin 2009, p. 18.
- Thierry Roche, Dictionnaire biographique des sculpteurs des années 1920-1930, Lyon, Beau fixe, 2007, 447 p. (ISBN 978-2-910616-12-0 et 2-910616-12-6).